# Vacinação contra a COVID-19 no Sri Lanka
A vacinação contra COVID-19 no Sri Lanka é uma campanha de imunização contra síndrome respiratória aguda coronavírus 2 (SARS-CoV-2), o vírus que causa a COVID-19, em resposta a pandemia no país. No final de julho, a vacina Sinopharm BIBP contabilizou 78% de 13,8 milhões de vacinas obtidas pelo Sri Lanka. Os Estados Unidos doaram acima de 1,5 milhões da vacina Moderna através da COVAX.

## Contexto
O governo do Sri Lanka começou o programa de vacinação contra COVID-19 sob a facilitação da COVAX com o primeiro lote das vacinas Oxford-AstraZeneca, que chegou no país em 28 de janeiro de 2021 pelo Instituto de Soro da Índia (SII).

### Carências
Em abril, com o surgimento de casos de COVID-19 na terceira onda de infecção, o Sri Lanka enfrentou uma severa carência das vacinas AstraZeneca devido à proibição de exportação pela Índia. Isso deixou 3,5% da população que recebeu a primeira dose sem acesso a segunda dose. O Sri Lanka também encarou a falta das vacinas Sputnik V por causa de um aumento de casos na Rússia, o que levou o Centro Nacional de Investigação de Epidemiologia e Microbiologia Gamaleya a focar na demanda local.

### Outros suprimentos de vacina
Em março de 2021, a vacina Sinopharm BIBP foi aprovada como uso de emergência. Em maio, o país solicitou 14 milhões de doses além de 1,1 milhão de doses doadas anteriormente. Já em julho, o Sri Lanka recebeu 10,7 milhões de dose da vacina. Em junho, estudos locais no país mostraram que a vacinação com a vacina da Sinopharm BIBP gerou soroconversão e resposta de anticorpos às variantes Delta e Beta semelhantes aos anticorpos produzidos semelhantes a uma infecção natural.

### Fase três
Com a vacinação de pessoas acima de 30 anos chegando ao fim, a vacinação dos indivíduos entre 18 e 30 anos que não estavam sob alguma categoria específica, iniciou no começo de setembro de 2021.

## Proposta de produção da vacina
No dia 27 de maio, a Ministra de Estado dos Produtos Farmacêuticos, Channa Jayasumana disse aos repórteres que o Sri Lanka estava considerando fazer uma coprodução da CoronaVac. Não foi esclarecido se seria uma produção total ou um plano de preenchimento.

## Programa de vacinação

### Vacinas usadas
Atualmente, as vacinas aprovadas pelo governo do Sri Lanka para uso de emergência são:
- Oxford-AstraZeneca
- Sinopharm BIBP
- Sputnik V
- Pfizer-BioNTech
- Moderna
- Sinovac

## Distribuição da vacina
Os tipos de vacinas foram distribuídos numa base geográfica e de grupo:
Grupos especiais
- Profissionais da medicina e trabalhadores da linha de frente: Oxford-AstraZeneca
- Estudantes viajando para outro continente para estudos: Pfizer-BioNTech
- Trabalhadores migrantes viajando para outro continente para trabalho: Pfizer-BioNTech
- Pescadores em Mannar: Pfizer–BioNTech

Geográfica
- Província Ocidental: Oxford – AstraZeneca e Sinopharm BIBP
- Província Central: Sputnik V, Moderna
- Província do Sul: Oxford-AstraZeneca e Sinopharm BIBP
- Província do Noroeste: Oxford-AstraZeneca e Sinopharm BIBP
- Província do Norte: Sinopharm BIBP
- Província Oriental: Sinopharm BIBP
- Província Sabaragamuwa: Sinopharm BIBP
- Província de Uva: Sinopharm BIBP
- Província centro-norte: Sinopharm BIBP

## Vacina sob encomenda
| Vacina             | Tipo (tecnologia) | Doses encomendadas | Indústria               | Observações |
| ------------------ | ----------------- | ------------------ | ----------------------- | ----------- |
| Oxford–AstraZeneca | Vetor viral       | 8.400.000          | Serum Institute         | -           |
| Sputnik V          | Vetor viral       | 13.000.000         | R-Pharm                 | -           |
| Pfizer–BioNTech    | RNA               | 14.900.000         | Predefinição:USb Pfizer | -           |
| Sinopharm BIBP     | Vírus inativo     | 23.000.000         | Sinopharm               | -           |